# فرودگاه کیمبرلی
فرودگاه کیمبرلی (به انگلیسی: Kimberley Airport) یک فرودگاه همگانی با کد یاتا KIM است که یک باند فرود آسفالت دارد و طول باند آن ۳۰۰۰ متر است. این فرودگاه در شهر کیمبرلی (آفریقای جنوبی) کشور آفریقای جنوبی قرار دارد و در ارتفاع ۱۲۰۴ متری از سطح دریا واقع شده است.

## شرکت‌های هواپیمایی و مقصدهای پروازی
| شرکت‌های هواپیمایی  | مقصدهای پروازی        |
| ------------------ | --------------------- |
| ایرلینک            | کیپ‌تاون، اولیور تامبو |
| ساوث افریکن اکسپرس | اولیور تامبو          |